# پاپ پاسکال یکم

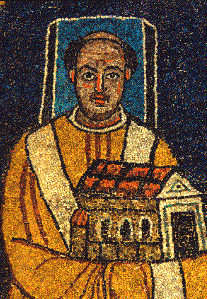

پاپ پاسکال یکم (به انگلیسی: Paschal I) یکی از پاپ‌های کلیسای کاتولیک رم بود که در رم به دنیا آمد و از ۸۱۷ تا ۸۲۴ میلادی پاپ بود.